# Barbara (poème)
Pour les articles homonymes, voir Barbara (homonymie).
Barbara est un célèbre poème de 58 vers écrit par Jacques Prévert et publié dans le recueil Paroles en 1946.
Il nous fait part de l'attachement qu'avait son auteur pour la ville de Brest ainsi que de sa tristesse à la suite de sa destruction par les bombardements alliés lors de la Seconde Guerre mondiale,.

## Résumé
Le poète s'adresse à une femme inconnue, vue dans la rue et dont il ne connaît que le prénom, Barbara, parce que son amoureux l'avait interpellée devant lui. Le poème est une interrogation sur le sort des individus en temps de guerre, victimes possibles des bombardements.
Celle-ci avait quinze ans lors de l'écriture du poème et le poète annonce que son plus grand regret est de ne pas l'avoir connue à ce moment-là.
Selon l'écrivain reporter Roger Faligot c'est la résistante Annie Noël épouse du résistant Pierre Hervé qui aurait inspiré Jacques Prévert.

## Présentation
Le poème se compose de 58 vers.
Le poème est en vers libres avec des rimes croisées et suivies. Aucune strophe n'est réellement définie.

### Thèmes
Le thème de l'amitié et de la fraternité universelle et spontanée, y compris avec des inconnus. L'étymologie du prénom Barbara, « étrangère », soutient ce propos.
Le thème de l'amour à travers l'image du couple formé par Barbara et celui qui la prend dans ses bras, image de bonheur, mais aussi couple menacé par la guerre.
Le thème de la dénonciation de la guerre et de son cortège de pertes humaines et de morts parmi les civils. Ce poème reflète l'antimilitarisme de Jacques Prévert.

### Procédés stylistiques
Le poème s'ouvre sur une injonction au souvenir à l'impératif et sur le prénom-titre au vocatif. Ce vers reviendra régulièrement comme un refrain. Les énumérations servent à décrire le personnage, mais aussi la pluie, prise pour métaphore des bombardements. L'outil exclamatif « Quelle » suivi du mot familier « connerie » rompt l'évocation lyrique pour condamner la guerre avec une expression populaire largement partagée. Une comparaison entre les nuages et des chiens agonisants, avec une paronomase entre « Brest » et « reste » à la forme négative, closent le poème sur une note pessimiste (« rien »).

## Adaptations

### Poème parlé
Yves Montand a interprété ce poème dans une adaptation « poème parlé » en 1948. Il figure sous cette forme dans l'enregistrement public « L'Etoile 53 » et en 1955. D'autres interprétations furent effectuées par des artistes comme Mouloudji, Cora Vaucaire, Les Frères Jacques, Serge Reggiani ou Rade Šerbedžija.

### Chanson
Barbara a été mis en musique par Joseph Kosma en 1947.
La chanson a été interprétée par Yves Montand, Mouloudji et les Frères Jacques ainsi que par le groupe Troïka.